# Eu Odeio o Orkut
Eu Odeio o Orkut é um filme brasileiro de 2011 dirigido por Evandro Berlesi e Rodrigo Castelhano. A história gira em torno de Jader Bertola, um viciado em internet que resolve escrever um livro contando a sua trajetória até o chamado "offline do poço".
O filme é uma adaptação do livro homônimo de Evandro Berlesi, lançado em 2007, e faz parte do projeto Alvoroço realizado na cidade de Alvorada, no Rio Grande do Sul, que consiste em produzir filmes de baixo orçamento inteiramente alvoradenses, com equipe, elenco e trilha sonora local. Porém, mesmo assim, o filme contou com 3 participações especiais: Luana Piovani, Júlio Rocha e Jairo Mattos, que atua em São Paulo mas é natural de Alvorada.

## Recepção
Na crítica do Cinema em Erros consta: "O maior problema do filme, sem dúvida, é a falta de ritmo: extremamente episódico (...) Eu Odeio o Orkut é exageradamente longo, criando diversas oportunidades de distração ao longo de seus intermináveis 129 minutos. Além disso, o longa já nasce datado, uma vez que a popularidade do Orkut acumula anos de severa decadência. Já as discussões a respeito do mau uso de redes sociais, apesar de certeiras, são rasas e redundantes, jamais conseguindo propor reflexões que o espectador não consiga fazer por conta própria."